# Campeonato Sanmarinense 2021-22
El Campeonato Sanmarinense 2021-22 fue la edición número 37 del Campeonato Sanmarinense de fútbol. La temporada comenzó el 18 de septiembre de 2021 y terminó el 26 de mayo de 2022.
La Fiorita conquistó su sexto título tras ganar en la final al Tre Penne por un marcador de 2-0.

## Equipos participantes
| Club             | Ciudad         |
| ---------------- | -------------- |
| Cailungo         | Borgo Maggiore |
| Cosmos           | Serravalle     |
| Domagnano        | Domagnano      |
| Fiorentino       | Fiorentino     |
| Faetano          | Faetano        |
| Folgore/Falciano | Serravalle     |
| Juvenes/Dogana   | Serravalle     |
| La Fiorita       | Montegiardino  |
| Libertas         | Borgo Maggiore |
| Murata           | San Marino     |
| Pennarossa       | Chiesanuova    |
| San Giovanni     | Borgo Maggiore |
| Tre Fiori        | Fiorentino     |
| Tre Penne        | Serravalle     |
| Virtus           | Acquaviva      |

## Formato

### Primera fase
Los 15 equipos jugarán sistema de todos contra todos 2 veces. Al término de la primera fase los 4 primeros clasificados pasarán directo a la segunda fase que son los cuartos de final, mientras los 8 medianos clasificados jugarán los play-offs.

## Temporada Regular

### Clasificación
| Pos. | Equipo           | Pts. | PJ | G  | E  | P  | GF | GC | Dif. | Clasificación 2021-22 |
| ---- | ---------------- | ---- | -- | -- | -- | -- | -- | -- | ---- | --------------------- |
| 1    | La Fiorita       | 60   | 28 | 17 | 9  | 2  | 39 | 18 | +21  | Segunda ronda         |
| 2    | Tre Penne        | 59   | 28 | 17 | 8  | 3  | 65 | 29 | +36  | Segunda ronda         |
| 3    | Tre Fiori        | 52   | 28 | 14 | 10 | 4  | 46 | 28 | +18  | Segunda ronda         |
| 4    | Virtus           | 52   | 28 | 15 | 7  | 6  | 32 | 18 | +14  | Segunda ronda         |
| 5    | Pennarossa       | 47   | 28 | 12 | 11 | 5  | 30 | 22 | +8   | Playoffs              |
| 6    | Faetano          | 46   | 28 | 13 | 7  | 8  | 39 | 26 | +13  | Playoffs              |
| 7    | Libertas         | 44   | 28 | 13 | 5  | 10 | 49 | 38 | +11  | Playoffs              |
| 8    | Folgore/Falciano | 40   | 28 | 10 | 10 | 8  | 35 | 22 | +13  | Playoffs              |
| 9    | Fiorentino       | 36   | 28 | 9  | 9  | 10 | 43 | 37 | +6   | Playoffs              |
| 10   | Domagnano        | 30   | 28 | 8  | 6  | 14 | 28 | 40 | −12  | Playoffs              |
| 11   | San Giovanni     | 29   | 28 | 6  | 11 | 11 | 29 | 34 | −5   | Playoffs              |
| 12   | Murata           | 25   | 28 | 5  | 10 | 13 | 20 | 32 | −12  | Playoffs              |
| 13   | Cailungo         | 22   | 28 | 4  | 10 | 14 | 26 | 46 | −20  |                       |
| 14   | Juvenes/Dogana   | 21   | 28 | 5  | 6  | 17 | 24 | 63 | −39  |                       |
| 15   | Cosmos           | 5    | 28 | 0  | 5  | 23 | 9  | 64 | −55  |                       |

 Fuente: Soccerway

### Resultados
| Local \ Visitante | CAI | COS | DOM | FAE | FTO | FOL | J/D | LFI | LIB | MUR | PEN | SGI | TFI | TPE | VIR |
| ----------------- | --- | --- | --- | --- | --- | --- | --- | --- | --- | --- | --- | --- | --- | --- | --- |
| Cailungo          | —   | 2–1 | 1–1 | 0–4 | 0–3 | 1–2 | 2–2 | 0–2 | 1–1 | 0–0 | 1–2 | 1–1 | 2–3 | 1–2 | 0–2 |
| Cosmos            | 1–3 | —   | 0–0 | 0–3 | 0–3 | 2–5 | 1–1 | 0–2 | 0–1 | 0–2 | 0–3 | 0–0 | 0–5 | 1–3 | 0–2 |
| Domagnano         | 3–0 | 1–0 | —   | 1–3 | 3–0 | 1–0 | 0–2 | 1–2 | 3–1 | 0–0 | 0–1 | 0–4 | 2–4 | 2–3 | 0–0 |
| Faetano           | 4–1 | 1–0 | 2–1 | —   | 2–0 | 0–1 | 3–1 | 0–0 | 1–2 | 3–2 | 0–1 | 0–1 | 0–1 | 0–0 | 1–2 |
| Fiorentino        | 4–0 | 0–0 | 1–3 | 2–2 | —   | 1–1 | 5–0 | 0–0 | 3–2 | 3–2 | 2–3 | 0–1 | 0–0 | 2–5 | 1–1 |
| Folgore/Falciano  | 0–1 | 2–0 | 0–1 | 0–0 | 0–0 | —   | 2–1 | 2–0 | 0–3 | 3–0 | 1–1 | 0–0 | 0–0 | 2–4 | 1–2 |
| Juvenes/Dogana    | 0–4 | 3–1 | 2–1 | 1–2 | 0–1 | 0–4 | —   | 0–4 | 1–7 | 0–0 | 0–2 | 4–1 | 0–3 | 0–1 | 1–2 |
| La Fiorita        | 2–1 | 2–0 | 2–1 | 0–0 | 0–0 | 1–0 | 2–2 | —   | 5–0 | 1–0 | 1–0 | 1–1 | 2–1 | 1–0 | 0–2 |
| Libertas          | 1–1 | 6–0 | 1–0 | 4–2 | 1–3 | 2–2 | 2–1 | 0–1 | —   | 3–0 | 1–1 | 2–0 | 1–3 | 2–3 | 0–3 |
| Murata            | 2–1 | 3–0 | 2–0 | 1–2 | 0–0 | 0–3 | 0–1 | 0–1 | 1–0 | —   | 0–0 | 0–0 | 0–0 | 1–1 | 1–2 |
| Pennarossa        | 1–1 | 2–1 | 1–0 | 0–2 | 2–1 | 1–1 | 0–0 | 0–0 | 1–0 | 1–1 | —   | 1–0 | 1–1 | 1–1 | 0–1 |
| San Giovanni      | 0–0 | 5–1 | 0–0 | 1–2 | 0–3 | 0–0 | 4–0 | 0–3 | 0–2 | 1–1 | 1–1 | —   | 0–1 | 1–2 | 0–2 |
| Tre Fiori         | 0–0 | 0–0 | 1–1 | 3–0 | 3–1 | 0–4 | 2–0 | 3–3 | 1–2 | 2–1 | 2–1 | 4–2 | —   | 0–3 | 1–0 |
| Tre Penne         | 2–1 | 2–0 | 6–0 | 0–0 | 4–3 | 0–0 | 7–1 | 2–3 | 1–1 | 3–0 | 3–0 | 3–3 | 1–1 | —   | 2–0 |
| Virtus            | 0–0 | 2–0 | 1–2 | 0–0 | 2–1 | 1–0 | 0–0 | 0–0 | 0–1 | 1–0 | 0–2 | 1–2 | 1–1 | 2–1 | —   |

## Fase Final

### Play-offs

#### Penarossa vs Murata
| 3 de mayo de 2022, 20:45 | Pennarossa     | 1:1 (0:0) | Murata      | Stadio di Acquaviva, Acquaviva |  |
|                          | Stefanelli 84' | Reporte   | Cangini 65' |                                |  |

| 7 de mayo de 2022, 15:00 | Murata        | 1:2 (1:1) (Global 2:3) | Pennarossa               | Stadio di Domagnano, Domagnano |  |
|                          | Comuniello 1' | Reporte                | Tiboni 34' · Halilaj 85' |                                |  |

#### Faetano vs San Giovanni
| 3 de mayo de 2021, 20:45 | Faetano       | 1:1 (0:1) | San Giovanni | Campo di Montecchio, San Marino |  |
|                          | Palazzi 90+5' | Reporte   | Magnani 7'   |                                 |  |

| 7 de mayo de 2022, 15:00 | San Giovanni | 1:2 (0:0) (Global 2:3) | Faetano              | Campo Sportivo di Dogana, Dogana |  |
|                          | Strologo 49' | Reporte                | Fall 47' · Magno 83' |                                  |  |

#### Libertas vs Domagnano
| 3 de mayo de 2022, 20:45 | Libertas                                                                    | 5:0 (1:0) | Domagnano | Stadio di Domagnano, Domagnano |  |
|                          | Olcese 33' · Flores 49' · Giovagnoli 53' · Armando Aruci 62' · Berretti 89' | Reporte   |           |                                |  |

| 7 de mayo de 2022, 15:00 | Domagnano | 0:3 (0:1) (Global 0:8) | Libertas                              | Stadio di Acquaviva, Acquaviva |  |
|                          |           | Reporte                | Olcese 35' · Morelli 81' · Flores 86' |                                |  |

#### Folgore/Falciano vs Fiorentino
| 3 de mayo de 2022, 20:45 | Folgore/Falciano | 0:2 (0:1) | Fiorentino                 | Stadio di Dogana, Dogana |  |
|                          |                  | Reporte   | Abouzziane 39' · Kacem 88' |                          |  |

| 7 de mayo de 2022, 15:00 | Fiorentino | 1:2 (1:1) (Global 3:2) | Folgore/Falciano | Campo di Montecchio, San Marino |  |
|                          | Kacem 34'  | Reporte                | Docente 22', 83' |                                 |  |

### Cuartos de final

#### La Fiorita vs Fiorentino
| 11 de mayo de 2022, 20:45 | La Fiorita | 0:1 (0:0) | Fiorentino     | Stadio di Acquaviva, Acquaviva |  |
|                           |            | Reporte   | Abouzziane 67' |                                |  |

| 15 de mayo de 2022, 15:00 | Fiorentino | 0:2 (0:1) (Global 1:2) | La Fiorita             | Stadio di Domagnano, Domagnano |  |
|                           |            | Reporte                | Maio 44' · Rinaldi 61' |                                |  |

#### Tre Penne vs Libertas
| 11 de mayo de 2021, 20:45 | Tre Penne               | 2:0 (0:0) | Libertas | Campo di Montecchio, San Marino |  |
|                           | Baladassi 51' · Gai 53' | Reporte   |          |                                 |  |

| 15 de mayo de 2022, 15:00 | Libertas | 1:0 (Global 1:2) | Tre Penne | Campo Sportivo di Dogana, Dogana |  |
|                           | Ruiz 35' | Reporte          |           |                                  |  |

#### Tre Fiori vs Faetano
| 11 de mayo de 2022, 20:45 | Tre Fiori   | 1:1 (0:0) | Faetano      | Stadio di Domagnano, Domagnano |  |
|                           | Martins 88' | Reporte   | Federico 79' |                                |  |

| 15 de mayo de 2022, 15:00 | Faetano     | 1:1 (0:0) (Global 2:2) | Tre Fiori    | Stadio di Acquaviva, Acquaviva |  |
|                           | Palazzi 72' | Reporte                | De Falco 79' |                                |  |

#### Virtus vs Pennarossa
| 11 de mayo de 2022, 20:45 | Virtus | 0:1 (0:0) | Pennarossa    | Stadio di Dogana, Dogana |  |
|                           |        | Reporte   | Gaicomoni 79' |                          |  |

| 15 de mayo de 2022, 15:00 | Pennarossa   | 1:1 (Global 2:1) | Virtus    | Campo di Montecchio, San Marino |  |
|                           | Rastelli 48' | Reporte          | Angeli 4' |                                 |  |

### Semifinales

#### La Fiorita vs Pennarossa
| 18 de mayo de 2022, 20:45 | La Fiorita             | 2:1 (1:1) | Pennarossa | Campo di Montecchio, San Marino |  |
|                           | Zulli 3' · Lunadei 63' | Reporte   | Conti 33'  |                                 |  |

| 22 de mayo de 2022, 15:00 | Pennarossa | 1:0 (0:0) (Global 2:2) | La Fiorita | Campo di Montecchio, San Marino |  |
|                           | Tiboni 72' | Reporte                |            |                                 |  |

#### Tre Penne vs Tre Fiori
| 18 de mayo de 2022, 20:45 | Tre Fiori | 0:1     | Tre Penne | Campo di Montecchio, San Marino |  |
|                           |           | Reporte | Vandi 7'  |                                 |  |

| 22 de mayo de 2021, 18:30 | Tre Penne               | 2:1 (0:1) (Global 3:1) | Tre Fiori    | Stadio di Acquaviva, Acquaviva |  |
|                           | Ceccaroli 57' · Gai 65' | Reporte                | De Falco 18' |                                |  |

### Tercer puesto
| 25 de mayo de 2022, 20:45 | Pennarossa     | 1:2     | Tre Fiori                    | Stadio di Acquaviva, Acquaviva |                       |
|                           | Tiboni 90+1' · | Reporte | Valle 20' · Gjurchinoski 85' | Árbitro(s): Luca Zani          | Árbitro(s): Luca Zani |

### Final
| 26 de mayo de 2022, 20:45 | La Fiorita                 | 2:0     | Tre Penne | Estadio Olímpico, Serravalle                                |                                                             |
|                           | Rinaldi 11' · Pancotti 89' | Reporte |           | Asistencia: 529 espectadores Árbitro(s): Mattia Andruccioli | Asistencia: 529 espectadores Árbitro(s): Mattia Andruccioli |

## Goleadores[3]
Actualizado el 26 de mayo de 2022.
| Pos. | Jugador            | Club             | Goles |
| ---- | ------------------ | ---------------- | ----- |
| 1    | Imre Badalassi     | Tre Penne        | 24    |
| 2    | Mohamed Ben Kacem  | Fiorentino       | 17    |
| 3    | Sami Abouzziane    | Fiorentino       | 12    |
|      | Emiliano Olcese    | Libertas         | 12    |
|      | Bojan Gjurchinoski | Tre Fiori        | 12    |
| 6    | Marseljan Mema     | San Giovanni     | 10    |
|      | Emilio Docente     | Folgore/Falciano | 10    |
|      | Luca Ceccaroli     | Tre Penne        | 10    |